# Sri

Sri, escrito em sânscrito.

Sri ou Shri (devanagari श्री, transliteração oficial IAST Śrī - mas também transliterado como Sree, Shree, Si ou Seri ) equivale ao uso em português dos termos senhor ou senhora. É uma palavra com origem no sânscrito, usada no subcontinente indiano como forma de tratamento respeitoso na linguagem coloquial ou como um título de adoração para as divindades do hinduísmo (com o sentido de sagrado).
A palavra é usada como prefixo honorífico de outras, antes do nome de uma pessoa, divindade ou mesmo um livro.